# Cornelia Pavlovici
Cornelia Pavlovici (n. 29 iulie 1955) este o actriță română de film și teatru.

## Biografie
A absolvit în 1980 Institutul de Artă Teatrală și Cinematografică „I. L. Caragiale”, Facultatea de Teatru, secția Actorie, București. A interpretat numeroase roluri în Teatrul Ion Creangă, București, din 1983 până în prezent: Mariana Pleșoianu în Nota zero la purtare; Dulcineea, Wilma, Miss Lillit, Olive Oyl, Ilinca în De la Stan și Bran la Muppets; Mătușa Em, Vrăjitoarea în Vrăjitorul din Oz; Sylvette în Romanțioșii și altele.
A fost căsătorită cu Gabriel Oseciuc (între 1978-1984) și cu Victor Socaciu. Cornelia Pavlovici a fost căsătorită cu Victor Socaciu timp de 12 ani.

## Filmografie
- Zidul (1975) - Maria, iubita lui Victor Uțu
- Trei zile și trei nopți (1976)
- Aurel Vlaicu (1978)
- Clipa (1979)
- Vacanță tragică (1979)
- Opus 11 (TV) (1984)
- Coroana de foc (1990)  - regina
- Amen. (2002) - Mama lui Berthe
- Milionari de weekend (2004) - Oblomov
- Van Wilder 2: Aventurile lui Taj (2006) - Mama lui Charlotte
- Celălalt (2007)